# Tarapaty 2
Tarapaty 2 – polski film familijno-przygodowy z 2020 w reżyserii Marty Karwowskiej, wyprodukowany przez Koi Studio. Kontynuacja filmu Tarapaty z 2017 roku.
Film otrzymał nagrodę Europejskiego Jury Dziecięcego na festiwalu Schlingel w Chemnitz (Niemcy). Został zakwalifikowany do programu Cinekid Festival w Amsterdamie oraz do Konkursu Głównego Festiwalu Polskich Filmów Fabularnych w Gdyni.

## Obsada
- Pola Król jako Julka Strzałkowska
- Jakub Janota-Bzowski jako Olek
- Mia Goti jako Felka
- Joanna Szczepkowska jako ciotka Julki
- Marta Malikowska jako Kaja
- Tomasz Ziętek jako Karol
- Zbigniew Zamachowski jako Rafalski
- Sandra Korzeniak jako „Dwukolorowa”
- Marcin Pempuś jako policjant Nowak
- Justyna Wasilewska jako przewodniczka
- Andrzej Walden jako strażnik w muzeum
- Marta Juras jako policjantka Lena